# Вороніни
«Ворóніни» (рос. «Воронины») — російський комедійний телесеріал (ситком) телеканалу «СТС»; адаптація американського ситкому «Усі люблять Реймонда» з 1 по 10 сезони, оригінальний російський ситком з 11 по 24 сезони.
Гасла серіалу: «Не проворонь!» та «Сімейний блокбастер».

## Сюжет
Головними героями серіалу «Вороніни» є звичайна родина. Склад родини наступний: чоловік Костя (спортивний журналіст), його дружина Віра (домогосподарка) та їхні діти: Маша та близнюки Пилип та Кирило. Родина живе в звичайній московській сталінці, і прямо на цьому ж сходовому майданчику, де розташована квартира молодої родини Вороніних, проживають і батьки Кості: Галина Іванівна (домогосподарка, мати Кості та Льоні, свекруха Віри), Микола Петрович (батько Кості та Льоні, свекор Віри) та Льоня (на початку серіалу капітан, потім майор, потім підполковник міліції, потім поліції; пізніше — пенсіонер за вислугою років, викладач права у ВНЗ, потім — лейтенант МНС) — старший брат Кості.
Одного разу Костя прибрав перегородку між балконами, яка відділяла квартири батьків та молодої родини. Здійснюючи цю дію, він навіть припустити не міг, що прибрав не тільки стінку, але і розумну перешкоду між його особистим життям і батьками. Тепер Вороніни-старші безцеремонно приходять в гості до молодших кілька разів на день, а Галина Іванівна весь час намагається розібратися і допомогти подружжю, навіть якщо вони цього не потребують.
Масла у вогонь підливає і старший брат Кості — Льоня. Йому соромно, що він, будучи сорокарічним майором, не одружений і живе разом із батьками. Він з дитинства заздрив Кості, вважав, що його не люблять, але і через багато років почуття заздрості не вщухло. А між Галиною і Вірою періодично розпалюються конфлікти. Втім, родинні почуття, хоч і не кровні, сильніше, ніж ненависть, і вони, як правило, миряться. Тим часом Льоня знаходить дівчину на ім'я Настя і, пройшовши чимало випробувань, вони одружуються (весілля відбулося в 140 серії).
Через деякий час Галина Іванівна і Микола Петрович переїжджають жити в село, а в міську квартиру селяться молодята Льоня і Настя (185 серія). Тепер брати Вороніни стають сусідами. Проте Вороніних-старших незабаром виганяють з села, і вони починають жити разом — Льоня, Настя, Галина і Микола (з 186 серії). У 210 серії Льоня з Настею переїжджають жити в окрему квартиру, яку вони винаймають.
У 222 серії у Насті з Льонею народився син Сашко. Також в 11 сезоні на Вороніних чекає поїздка до Туреччини та участь в зйомках улюбленої телепрограми Маші «Це наша дитина!» (пародія на шоу телеканалу СТС «Це моя дитина!»).
У 243 серії Вороніни купують дачу. У 278 серії Льоня і Настя змушені з'їхати з квартири, і вони знову переселяються в квартиру Миколи Петровича і Галини Іванівни. У 316 серії у Віри з Костею народжується четверта дитина — донька Люся.
У 20 сезоні Вороніни знову вирушили на курорт — цього разу вони відпочивали у Сочі.
У 469 серії Льоня і Настя переїжджають жити у власну квартиру.
У 22 сезоні Вороніни відправляються в сімейний круїз по Волзі, а в 24 сезоні — знову на відпочинок у Сочі.

## Історія створення
Телеканал СТС близько двох років працював над запуском серіалу: американський ситком «Усі люблять Реймонда» довгий час не вдавалося адаптувати. В американському оригіналі весь сюжет тримався на головному герої Реймонді, якого зіграв відомий американський комік Рей Романо, а другою важливою деталлю було те, що американська родина мала італійські корені, що було додатковим джерелом комедійних ситуацій. Російські продюсери спочатку намагалися скопіювати ці прийоми: знайти для головної ролі відомого вітчизняного коміка, зробити акцент на національність родини (передбачалося, що в адаптованій версії родина буде з українськими чи вірменськими коренями), однак ця ідея була визнана невдалою. В решті решт, серіал був переданий продюсерам кампанії Good Story Media, які зуміли знайти успішну концепцію російського ситкому: вони вирішили будувати сюжет на відомих стосунках всередині родини, способах вирішення таких родинно-побутових проблем, з якими може стикнутися звичайна російська родина. Таким чином, сценарій російської версії вдалося практично повністю переробити так, щоб сюжет був повністю зрозумілим російському глядачеві. Але оригінальний сюжет серії при цьому залишився незмінним.
На головні ролі в серіалі «Вороніни» були затверджені доволі відомі актори. Роль Кості дісталася Георгію Дронову (він також є одним із режисерів серіалу), котрий до цього став популярним завдяки роботі в проєкті «Саша+Маша», а також був одним із режисерів серіалу «Щасливі разом». Роль Віри дісталася Катерині Волковій, хоча спочатку їй відмовили у ролі, адже акторка виглядала занадто молодо, щоб грати матір трьох дітей. Батька Кості та Льоні зіграв Борис Клюєв, театральний педагог та керівник курсу акторської майстерності у Щепкинському училищі. Роль матері зіграла Ганна Фроловцева. Станіслав Дужников зіграв роль Льоні. Ролі дітей виконали Марія Ільюхіна, Пилип та Кирило Воробйови (Міхіни). Головним режисером виступив Олександр Жигалкін, який також працював з такими проєктами, як «Татусеві доньки», «6 кадрів», «Слава Богу, ти прийшов!» та ін.
Зйомки першого сезону розпочалися 25 серпня 2009 року. Спочатку канал СТС придбав ліцензію на право адаптації перших 40 серій ситкому. Їхні зйомки завершилися у грудні 2009. На той момент «Вороніни» вже стартували на СТС, був показаний увесь перший сезон. Серіал отримав дуже високі рейтинги, тому було вирішено продовжити зйомки — працювати над новими серіями розпочали вже на початку 2010 року.
На початку 2011 року, через вагітність Катерини Волкової, зйомки серіалу тимчасово припинилися. Але наприкінці квітня того ж року Волкова вийшла з дикретної відпустки, та знімальна група розпочала новий, 9 сезон телесеріалу.
Після завершення 10 сезону, матеріал для адаптації закінчився, і продюсери вирішили створити оригінальне продовження. Зйомки 11 сезону розпочалися 1 серпня 2012 року. Оригінальне продовження стартувало на СТС 1 жовтня 2012.
У жовтні 2012 року, для зйомок 223—224 серій (11 сезон) знімальна група на декілька днів виїхала до російського курортного міста Геленджик (хоча за сюжетом в цих серіях Вороніни відпочивали в Туреччині).
У 2014 році продюсерську кампанію Good Story Media, яка виробляла «Вороніних», викупив холдинг «Газпром-Медіа», в результаті чого вона припинила співпрацю з СТС, в тому числі і зйомки «Вороніних». Але через деякий час виробництво було передано «Леан-М», і 8 квітня 2015 року розпочалися зйомки 15 сезону.
Влітку 2017 року знімальна група виїхала в Сочі, де були зняті 432—435 серії (20 сезон).
Влітку 2018 року декілька серій для 22 сезону (477—480) були зняті на Волзі, у Ярославлі.
Влітку 2019 року декілька серій для 24 сезону (549—552) були зняті в Сочі. Ряд джерел повідомляв, що 24 сезон стане останнім для телесеріалу, але прес-служба СТС заявляла, що допоки серіал збирає високі рейтинги, закривати його не будуть. У 2020 році виробники серіалу планували зняти ще 2 сезони, але 1 вересня 2020 року помер Борис Клюєв, виконавець однієї з головних ролей в серіалі. В інтерв'ю від 2 вересня 2020 В'ячеслав Муругов заявив, що подальша доля проєкту поки що невідома. У березні 2021 року Георгій Дронов розповів, що команда, яка працює над серіалом, вирішила закрити проєкт. Основною причиною стала смерть Бориса Клюєва.

## У ролях
| Актор/ка                                                                                | Персонаж |
| --------------------------------------------------------------------------------------- | --- |
| Георгій (Єгор) Дронов                                                                   | Костянтин Миколайович Воронін, чоловік Віри, син Галини Іванівни та Миколи Петровича, молодший брат Льоні. Батько Маші, Пилипа, Кирила та Люсі. Спортивний журналіст, працював в газеті «Спорт», з 390 серії працює у виданні «Global Sport News». Улюблений син Галини Іванівни. Вдома має прізвиська «Люся» та «Баба», які йому дав батько через м'який характер Кості. Народився в листопаді (в інших серіях казали, що 16 жовтня) 1975 року. |
| Катерина Волкова                                                                        | Віра Сергіївна Вороніна (до шлюбу Золотарьова), дружина Кості, невістка Галини Іванівни, сноха Миколи Петровича, мати Маші, Пилипа, Кирила та Люсі. Домогосподарка, за фахом дизайнерка. Погано готує, через що її часто критикує і намагається перевчити Галина Іванівна. Цікавиться психологією. |
| Станіслав Дужников                                                                      | Леонід Миколайович Воронін, старший брат Кості, син Галини Іванівни та Миколи Петровича, чоловік Насті (з 140 серії), батько Сашка (з 222 серії). Раніше був одружений з дівчиною Наталею. Капітан, пізніше майор, пізніше підполковник міліції, пізніше поліції. В 268 серії звільнився із органів, в 282 серії влаштувався до ВНЗ викладачем кримінального права, з 387 серії — завідуючий кафедрою кримінального права. В 447 серії звільнився з інституту. З 498 серії — лейтенант МНС Росії. Все життя змагається за любов матері зі своїм братом Костею. Часто називає себе невдачником. Народився 16 грудня, але записаний 16 лютого 1969 року. |
| Ганна Фроловцева                                                                        | Галина Іванівна Вороніна (до шлюбу Короткова), мати Льоні та Кості, дружина Миколи Петровича, свекруха Віри та Насті, бабуся Маші, Пилипа, Кирила, Люсі та Сашка. Пенсіонерка, домогосподарка, любить готувати, в минулому — викладачка в музичній школі. Постійно навідується до квартири Кості та Віри, роздаючи поради, навіть коли цього не просять. Постійно намагається навчити Віру готувати та прибирати. Народилася 20 травня 1948 року. |
| Борис Клюєв                                                                             | Микола Петрович Воронін, батько Льоні та Кості, чоловік Галини Іванівни, свекор Віри та Насті, дідусь Маші, Пилипа, Кирила, Люсі та Сашка. Пенсіонер, служив прикордонником на китайському кордоні, до виходу на пенсію працював на заводі. Любить смачно поїсти, часто буває грубим по відношенню до інших людей, не гидує мілкими аферами. В вільний час любить дивитися телевізор, ходити в баню або зустрічатися в гаражі зі своїми друзями, спати в кріслі. Часто використовує слова «Хрінь» та «Єгипетська сила», називає своїх синів «бабами», «люсями», «дєбілами». Народився 3 серпня 1944 року.                                              |
| Юлія Куварзіна                                                                          | Анастасія Альбертівна Вороніна (до шлюбу Шварц), подруга та однокурсниця Віри, друга дружина Льоні (з 140 серії), мати Сашка (з 222 серії). Хрещена як Ізольда, батьки за національністю поволзькі німці. За фахом дизайнерка, в 332 серії влаштувалася нянею в дитячий садок. |
| Марія Ільюхіна                                                                          | Марія Костянтинівна Вороніна, старша донька Кості та Віри, онучка Галини Іванівни та Миколи Петровича, Людмили Василівни та Сергія Геннадійовича, сестра Пилипа, Кирила та Люсі. Зустрічалася з Артемом, пізніше з Сергієм. Місяць народження — жовтень. |
| Кирило і Пилип Міхіни (1–10 сезони)/Артем і Роман Пенчуки (з 11 сезону)                 | Близнюки Пилип та Кирило, сини Кості та Віри, онуки Галини Іванівни та Миколи Петровича, Людмили Василівни та Сергія Геннадійовича, брати Маші та Люсі. З 462 серії навчаються в кадетському училищі. |
| Поліна Кузьменко (15 сезон)/Соф'я Хващинська (16–17 сезони)/Віра Тарасова (з 18 сезону) | Людмила (Люся) Костянтинівна Вороніна, молодша донька Кості та Віри, онучка Галини Іванівни та Миколи Петровича, Людмили Василівни та Сергія Геннадійовича, сестра Маші, Пилипа та Кирила. Народилася 21 травня, але записана 20. |
| Юка Матвєєва (11–14 сезони)/ Анатолій Наумов (з 15 сезону)                              | Олександр Леонідович Воронін, син Льоні та Насті, онук Галини Іванівни та Миколи Петровича, Олени Едуардівни та Альберта Робертовича. |
| Людмила Дмитрієва                                                                       | Людмила Василівна Золотарьова, мати Віри, дружина Сергія Геннадійовича (з 5 по 13 сезон були розлучені), бабуся Маші, Пилипа, Кирила та Люсі, теща Кості. |
| Андрій Ургант                                                                           | Сергій Геннадійович Золотарьов, батько Віри, чоловік Людмили Василівни (з 5 по 13 сезон були розлучені), дідусь Маші, Пилипа, Кирила та Люсі, тесть Кості. |
| Марина Жукова (93 серія)/Ірина Лачина (з 367 серії)                                     | Анна Сергіївна Золотарьова, старша сестра Віри, донька Людмили Василівни та Сергія Геннадійовича. Колишня байкерка, деякий час брехала родичам, що пішла у монастир, хоча насправді в цей час жила у Таїланді. |
| Віктор Лакирьов                                                                         | Альберт Робертович Шварц, батько Насті та Роми, чоловік Олени Едуардівни, тесть Льоні, дідусь Сашка. Директор школи. Помер у 308 серії. |
| Людмила Ворошилова                                                                      | Олена Едуардівна Шварц, мати Насті та Роми, дружина, з 308 серії удова Альберта Робертовича, теща Льоні, бабуся Сашка. |
| Андрій Кайков                                                                           | Роман Альбертович Шварц, брат Насті, син Олени Едуардівни та Альберта Робертовича. Хрещений як Гельмут. Має психічний розлад та кішку Марлєн. |
| Римма Маркова                                                                           | Валентина Петрівна Вороніна, старша сестра Миколи Петровича з Сургуту (181 серія). |
| Юлія Михайлова                                                                          | Наталія Осінська (у шлюбі Вороніна), колишня дружина Льоні, колишня стриптизерка (псевдонім — «Сліпуча Анжела»), пізніше — страхова агентка, з 525 серії — хазяйка кафе «Піццеріні». |
| Олег Кассін                                                                             | Міша, друг Кості. |
| Олександр Грішаєв                                                                       | Вадим Олександрович Фролов/Гусяткін, колега та друг Кості, чоловік Лілі, батько Аліни. |
| Наталія Вантілова                                                                       | Лілія Фролова/Гусяткіна, подруга Віри та Кості, дружина Вадима, мати Аліни. |
| Олег Лопухов                                                                            | Едуард, колега Кості. |
| Костянтин Карасик                                                                       | Андрій (Андрюха) Степанов, колега та друг Кості. Живе з мамою, через що з нього часто кепкують друзі. З 444 серії зустрічається з Мариною. |
| Ілля Ловкий                                                                             | Павло Пашаєв, колега та друг Кості, чоловік Каті. |
| Анна Васильєва                                                                          | Катя Пашаєва, дружина Паші. |
| Олексій Якубов                                                                          | Анатолій, бармен в кафе «Піццеріні» (з 1 по 7 сезон). |
| Олександр Жигалкін                                                                      | Олександр Олександрович Тетерін (Сан Санич), новий начальник Кості, з 21 сезону — його підопічний та колега. Не вимовляє літеру «Р», через що з нього часто кепкують друзі та колеги. |
| Світлана Антонова                                                                       | Симона Альбертівна Смірнова, директорка «Global Sport News», начальниця Кості. |
| Вадим Олександров                                                                       | Олександр Васильович Масльонкін (Васіліч), ліпший друг Миколи Петровича. |
| Олександр Сухінін                                                                       | Віктор Семенович (Семенич), друг Миколи Петровича. |
| Олексій Ярмилко                                                                         | Санич, друг Миколи Петровича. |
| Михайло Лєбєдєв                                                                         | Семенич, військовий, армійський друг Миколи Петровича. |
| Михайло Кокшенов                                                                        | Дмитро Олександрович, друг Миколи Петровича. |
| Микола Аверюшкін                                                                        | друг Миколи Петровича (191 серія). |
| Валерій Афанасьєв                                                                       | В'ячеслав, армійський друг Миколи Петровича (234 серія)/Володимир Селезньов, старий друг Миколи Петровича. |
| Сергій Бачурський                                                                       | Дмитрич, сусід по дачі Миколи Петровича. |
| Євграф Прохоров                                                                         | Борис, друг Миколи Петровича. |
| Олександр Нікольський                                                                   | Палич, друг Миколи Петровича. |
| Вікторія Алашеєва                                                                       | Оля, колишня дівчина Льоні (68 серія). |
| Марія Антіп                                                                             | Катя, колишня дівчина Льоні (71 серія). |
| Заріна Каірова                                                                          | Каріна Каренівна, донька Карена Арменовича, колишня дівчина та подруга Льоні. |
| Артур Діланян                                                                           | Карен Арменович, батько Каріни, старий армійський друг Миколи Петровича. |
| Юлія Жигаліна                                                                           | Таня, колишня дівчина Льоні, досліджує жаб (126 серія). |
| Ксенія Іллясова                                                                         | Валентина Іванівна, вчителька та класна керівничка Маші (з 6 по 15 сезон). |
| Світлана Галка                                                                          | Оксана Анатоліївна Метеліна, мати Віки, колишня голова батьківського комітету класу Маші, наречена Роми (в 413 серії виявилося, що вони розійшлися). Має натягнуті стосунки з Костею. |
| Дарія Фекленко                                                                          | Любов Петрівна, вихователька близнюків. |
| Андрій Поповіч                                                                          | Артем, колишній хлопець Маші. |
| Олексій Фокін                                                                           | Сергій (Пітон), новий хлопець Маші, репер. |
| Юлія Зіміна                                                                             | Марина, дівчина Андрія. |
| Маргарита Д'яченкова                                                                    | Крістіна, подруга Маші. |
| Тетяна Артемова                                                                         | Ніна, двоюрідна сестра Галини Іванівни (81 серія). |
| Володимир Горюшин                                                                       | Євгеній, чоловік Ніни (81 серія). |
| Галина Ніголь                                                                           | Зінаїда, двоюрідна сестра Галини Іванівни із Саранська, працювала в психдіспансері (142 серія). |
| Ігор Ларін                                                                              | Олег, триюрідний брат Кості, на якого він схожий поведінкою (158 серія). |
| Ганна Гуляренко                                                                         | Зінаїда Іванівна, молодша сестра Галини Іванівни, з якою вони не спілкувалися 40 років (311 серія). |
| Анатолій Узденський                                                                     | Федір Григорович, чоловік Зінаїди Іванівни (311 серія). |
| Наталія Фекленко                                                                        | Світлана, двоюрідна сестра Галини Іванівни (362 серія). |
| Вікторія Герасімова                                                                     | Альона, невістка Світлани (362 серія). |
| Тетяна Орлова                                                                           | Маргарита Іванівна Фролова, колега Льоні, молодша сержантка, пізніше — молодша лейтенантка, пізніше — старша лейтенантка, пізніше — майорка міліції, пізніше — поліції. З 11 сезону — дільнична району, де проживають Вороніни, з 22 сезону — полковниця МНС. |
| Наталія Корінна                                                                         | Альбіна |

### Запрошені знаменитості
| Актор/ка          | Персонаж                                 | Серія          |
| ----------------- | ---------------------------------------- | -------------- |
| Дмитро Губерніев  | камео, спортивний коментатор             | 6 та 103 серії |
| Дмитро Ананко     | камео, футболіст                         | 6 серія        |
| Дмитро Носов      | камео, дзюдоїст                          | 10 серія       |
| Ляйсан Утяшева    | камео, художня гімнастка                 | 103 серія      |
| Федір Черенков    | камео, футболіст                         | 107 серія      |
| Вагіз Хідіятуллін | камео, футболіст                         | 107 серія      |
| Віктор Гусєв      | камео, спортивний коментатор             | 129 серія      |
| Тетяна Лазарєва   | камео, ведуча програми «Це наша дитина!» | 227 серія      |
| Микола Валуєв     | камео, боксер                            | 237 серія      |
| В'ячеслав Фетисов | камео, хокеїст                           | 240 серія      |
| Микола Басков     | камео, співак                            | 326 серія      |
| Андрій Малахов    | камео, телеведучий                       | 347 серія      |
| Олександр Пушний  | аніматор, переодягнений в Діда Мороза    | 395 серія      |
| Пилип Кіркоров    | камео, співак                            | 407 серія      |
| Глюкоза           | камео, співачка                          | 433 серія      |
| Олександр Рогов   | камео, ведучий шоу «Рогов. Студія 24»    | 505 серія      |

## Список сезонів
| Сезон | Сезон | Серії              | Період трансляції                  |
| ----- | ----- | ------------------ | ---------------------------------- |
|       | 1     | 1—20 (20 серій)    | 16 листопада — 10 грудня 2009      |
|       | 2     | 21—40 (20 серій)   | 25 січня — 19 лютого 2010          |
|       | 3     | 41—60 (20 серій)   | 22 березня — 16 квітня 2010        |
|       | 4     | 61—80 (20 серій)   | 24 травня — 25 червня 2010         |
|       | 5     | 81—100 (20 серій)  | 16 серпня — 16 вересня 2010        |
|       | 6     | 101—122 (22 серії) | 4 жовтня — 25 листопада 2010       |
|       | 7     | 123—140 (18 серій) | 13 грудня 2010 — 20 січня 2011     |
|       | 8     | 141—160 (20 серій) | 31 січня — 31 березня 2011         |
|       | 9     | 161—185 (25 серій) | 24 травня — 25 серпня 2011         |
|       | 10    | 186—210 (25 серій) | 19 вересня — 5 грудня 2011         |
|       | 11    | 211—230 (20 серій) | 1 жовтня — 29 листопада 2012       |
|       | 12    | 231—256 (26 серій) | 3 грудня 2012 — 4 червня 2013      |
|       | 13    | 257—284 (28 серій) | 26 листопада 2013 — 19 лютого 2014 |
|       | 14    | 285—316 (32 серії) | 16 червня — 3 вересня 2014         |
|       | 15    | 317—336 (20 серій) | 7 вересня — 7 жовтня 2015          |
|       | 16    | 337—356 (20 серій) | 1 лютого — 5 квітня 2016           |
|       | 17    | 357—376 (20 серій) | 29 серпня — 19 жовтня 2016         |
|       | 18    | 377—403 (27 серій) | 20 жовтня 2016 — 16 лютого 2017    |
|       | 19    | 404—422 (19 серій) | 13 березня — 20 квітня 2017        |
|       | 20    | 423—455 (33 серії) | 21 серпня 2017 — 25 січня 2018     |
|       | 21    | 456—476 (21 серія) | 6 березня — 27 серпня 2018         |
|       | 22    | 477—494 (18 серій) | 4 вересня — 7 грудня 2018          |
|       | 23    | 495—530 (36 серій) | 4 лютого — 18 квітня 2019          |
|       | 24    | 531—552 (22 серії) | 16 вересня — 3 жовтня 2019         |

## Епізоди

### Сезон 1
| № серії | Опис серії | Прем'єра          |
| ------- | --- | ----------------- |
| 1       | Вороніни-старші посварилися через солянку. Через це Галина Іванівна переселяється в квартиру Кості. Віра не витримує цього і йде до Миколи Петровича. | 16 листопада 2009 |
| 2       | Втомлена від домашніх справ Віра просить Костю виділити їй трохи особистого часу. Костя йде в квартиру батьків, а коли повертається, то бачить, що Віра плаче. Тепер йому потрібно з'ясувати, в чому справа.                                                                 | 16 листопада 2009 |
| 3       | У Миколи Петровича день народження, йому виповнилося 65 років. Подарунок Леоніда, як завжди, Миколі сподобався. Але якраз це і не дає спокою Кості, який вирішує подарувати батькові акваріум.                                                                               | 17 листопада 2009 |
| 4       | Льоня вчиться проводити тести на IQ, і першими піддослідними стають найближчі родичі. | 18 листопада 2009 |
| 5       | Костя сподобався одній молодій офіціантці в піцерії. Найстрашніше буде, якщо про це дізнається Віра. | 19 листопада 2009 |
| 6       | Костю, як спортивного журналіста, вперше запрошують на телебачення в передачу Дмитра Губернієва. Ось тільки у Кості є невеликі проблеми з промовою. | 20 листопада 2009 |
| 7       | Костя приводить з вулиці англійського бульдога, дуже схожого на їх з Льонею пса дитинства. Щастя брата неможливо описати. Але цій радості приходить кінець, коли знаходиться справжня господиня собаки.                                                                      | 23 листопада 2009 |
| 8       | Віра, після того, як Костя між її рибною запіканкою і маминими тефтелями обрав друге, все-таки зважилася повчитися кулінарній майстерності у Галини Іванівни. | 24 листопада 2009 |
| 9       | Льоня знайомиться з Настею, і між ними відразу виникає роман. Дізнавшись про це, Вороніни-старші вирішують познайомитися з Настею. | 25 листопада 2009 |
| 10      | Віра захворіла, і Костя змушений все робити по дому, та до того ж і відвезти близнюків до лікаря. А йому ж потрібно брати інтерв'ю у олімпійського призера, дзюдоїста Дмитра Носова!                                                                                         | 26 листопада 2009 |
| 11      | На носі Семиріччя весілля Кості і Віри. Але раптом Костя дізнається, що діамант на обручці, куплений ним у свого знайомого для Віри, виявляється підробкою. | 27 листопада 2009 |
| 12      | Два роки тому від Леоніда пішла дружина. Батьки просять Костю якось втішити брата, розважити його. Костя погоджується. | 30 листопада 2009 |
| 13      | Костя забув про вечірку Віри і запросив своїх друзів разом подивитися бокс. Додатково до всього на молодіжну вечірку вирішила зазирнути Галина Іванівна. А Віра так хотіла спокійно поспілкуватися зі своїми подружками! Віра не витримує і вирішує написати свекрусі листа. | 1 грудня 2009     |
| 14      | Маша спить з батьками через те, що боїться «Бабайки». У Кості безсоння, тому що він не висипається через Машу. І він вирішує вжити своїх заходів. | 2 грудня 2009     |
| 15      | Костя зауважує, що Віра сама стала пропонувати йому секс. Незабаром він розуміє, що вся причина в симпатичному фітнес-інструкторі. | 3 грудня 2009     |
| 16      | У родині Вороніних чергова сварка. Цього разу Костя і Віра посварилися через звичайну відкривачку. | 4 грудня 2009     |
| 17      | Костя з Вірою і Вадик з Лілею йдуть в кафе. Там Вадик пристрасно цілує Лілю. В результаті Віра думає, що Костя розлюбив її. У родині Вороніних починається «любовна революція».                                                                                              | 7 грудня 2009     |
| 18      | Великдень. Але навіть це свято у Вороніних не обійдеться без пригод, адже Віра забула вчасно віддати свекрусі її баночку, і тепер у неї один вихід — обережно її підкинути, адже Галина Іванівна вибачилася перед Вірою.                                                     | 8 грудня 2009     |
| 19      | В аеропорту на Костю чхає незнайомий пасажир. Він повертається додому сам не свій, скаржачись на хворобу. Віра впевнена, що він симулянт, але серце матері не може брехати.                                                                                                  | 9 грудня 2009     |
| 20      | Флешбек. У минулому, коли Віра була вагітна близнюками, вони з Костею вирішили переїхати з їх маленької «хрущовки» у велику квартиру. А у виборі нової квартири допомогли Вороніни-старші.                                                                                   | 10 грудня 2009    |

### Сезон 2
| № серії | Опис серії | Прем'єра       |
| ------- | --- | -------------- |
| 1 (21)  | У квартирі Кості і Віри труять мурах, тому вони поки поживуть у Галини Іванівни і Миколи Петровича. Але Костя і Віра забувають про те, що в квартирі Вороніних-старших жити потрібно за правилами.                                                       | 25 січня 2010  |
| 2 (22)  | Віра стала помічати, що Костя нерідко затримується на роботі з друзями та не приходить до вечері. Тому вона вирішує, що непогано було б Кості перейти на роботу вдома.                                                                                   | 26 січня 2010  |
| 3 (23)  | Віра вирішила найняти для дітей няню. Від цього добре і Кості, і Вірі, адже у них з'являється більше вільного часу одне для одного. Ось тільки Галина Іванівна розчарована через те, що їй не довірили онуків.                                           | 27 січня 2010  |
| 4 (24)  | Стосунки батьків Кості і Віри можна охарактеризувати як «озброєний нейтралітет». І ось приїжджають батьки Віри, вони запрошують все сімейство Вороніних в дорогий ресторан.                                                                              | 28 січня 2010  |
| 5 (25)  | У батьків Кості і Леоніда ювілей — вони вже 40 років живуть разом. Але тут випадково Костя дізнається, що одного разу Вороніни-старші були за крок від розлучення і зійшлися через Костю.                                                                | 29 січня 2010  |
| 6 (26)  | На Новий Рік Костя вирішив подарувати мамі сімейну фотографію. Галина Іванівна була б рада, якби не батьки Віри, які, виявляється, теж частина сім'ї, і, відповідно, повинні бути на цьому сімейному фото.                                               | 1 лютого 2010  |
| 7 (27)  | Щоденні набіги Вороніних-старших та Льоні приносять в будинок Кості і Віри сварки та суперечки. Цього разу Віра вирішує відсвяткувати свій День народження тільки з Костянтином та не запрошувати його батьків.                                          | 2 лютого 2010  |
| 8 (28)  | Костя завжди кепкує над Льоніною роботою. Але ось Льоня пропонує братові відправитися разом з ним на нічне патрулювання, де Костя зустрічається з озброєним злочинцем та відвагою Льоні.                                                                 | 3 лютого 2010  |
| 9 (29)  | У спілкуванні зі свекрухою Віра вирішила використовувати новий метод — подружитися з нею і не реагувати на її підколи. Чи спрацює це? | 4 лютого 2010  |
| 10 (30) | У Кості криза середнього віку. Справа в тім, що він став коротшим на декілька сантиметрів. | 5 лютого 2010  |
| 11 (31) | Костю зачіпає те, що Галині Іванівні Льоніна дівчина, Настя, подобається більше, ніж Віра. Виявляється, це тільки через те, що Настя — «хороша дівчинка»!                                                                                                | 8 лютого 2010  |
| 12 (32) | Костя переконує Льоню переїхати від батьків, щоб почати самостійне життя. Галина Іванівна засмучена. Відтепер вона починає в квартирі Кості і Віри проводити ще більше часу, а Миколі Петровичу вже нікуди подітися від надмірної турботи своєї дружини. | 9 лютого 2010  |
| 13 (33) | Віра додзвонилася на радіо, до знаменитої психологині Леонтьєвої, і тепер та приїде до Віри в гості, де познайомиться з усією «дружньою» родиною Вороніних.                                                                                              | 10 лютого 2010 |
| 14 (34) | Льоня переселяється до гуртожитку.Настя йому натякає, що час влаштувати особисте життя, проте Льоня поки не готовий до серйозних стосунків. | 11 лютого 2010 |
| 15 (35) | Льоня живе в будинку, де винаймають квартири молоді студентки. Дізнавшись про це, Костя починає щодня ходити в гості до брата. Щоправда, це триває недовго, адже незабаром про все дізнається Віра.                                                      | 12 лютого 2010 |
| 16 (36) | Подруга Віри збільшила собі груди. На Дні народження подруги Костя не може відірвати очей від її «бюста», що незабаром помічає Віра. Через тиждень на Костю, який повернувся з відрядження, чекає сюрприз.                                               | 15 лютого 2010 |
| 17 (37) | Костя дуже боїться темряви. І ось, одного разу він залишається вночі вдома один, з жартами Миколи Петровича. | 16 лютого 2010 |
| 18 (38) | Віра вирішила приготувати коронну страву своєї свекрухи — гуляш. Від цього всі в захваті, крім Галини Іванівни, адже тільки вона завжди готувала його краще за всіх.                                                                                     | 17 лютого 2010 |
| 19 (39) | У дворі Льоніного будинку вночі гучно грає музика з автомобіля. Льоня поспішає затримати порушників спокою і виявляє в машині незнайомого хлопця і Настю.                                                                                                | 18 лютого 2010 |
| 20 (40) | Флешбек. Костя і Віра згадують своє весілля. | 19 лютого 2010 |

### Сезон 3
| № серії | Опис серії | Прем'єра        |
| ------- | --- | --------------- |
| 1 (41)  | У дитинстві Костя вів особистий щоденник і тільки зараз несподівано дізнався, що мама завжди його читала. Більше того, у щоденнику Кості Галина Іванівна прочитала про себе дещо образливе.                                                                                          | 22 березня 2010 |
| 2 (42)  | У Кості трагедія — його книгу відмовилися друкувати, а тут ще, як на зло, Льоня вирішив похизуватися, що йому незабаром привласнять звання майора. | 23 березня 2010 |
| 3 (43)  | У Вороніних відключили супутникову тарілку, і вони вирішують пограти у настільну гру. Але навіть це заняття може призвести Вороніних до сварки. | 24 березня 2010 |
| 4 (44)  | Віра страшенно втомилася від домашніх турбот, і тому влаштовується працювати. Але невдовзі Віру звільняють. | 25 березня 2010 |
| 5 (45)  | Микола Петрович почав більше спілкуватися з Костею та цікавитися його роботою. Виявляється, він почав заробляти на цьому гроші. | 26 березня 2010 |
| 6 (46)  | Галина Іванівна сідає на дієту та переходить на здорове харчування. Відповідно, «на дієті» і решта членів родини. | 29 березня 2010 |
| 7 (47)  | Костя вже протягом довгих років не може нормально спати поряд із Вірою. Виявляється, він не може заснути через те, що Віра торкається до нього уві сні. | 30 березня 2010 |
| 8 (48)  | Галина Іванівна через десять років дізнається, як Костя спробував свою першу пляшку пива і дуже сильно ображається на нього. Вона переключає всю свою увагу на Льоню. | 31 березня 2010 |
| 9 (49)  | Костя без дозволу Віри купив новий, дуже потужний пилосос. Йому вдається вмовити Віру залишити його. Проте з'ясовується, що цей пилосос їй підсунула Галина Іванівна. Вірі набридають причіпки свекрухи, і вона сама починає давати поради Галині Іванівні.                          | 1 квітня 2010   |
| 10 (50) | Виявляється, свекруха подобається Вірі більше, ніж рідна мама. Цей факт дуже непокоїть Галину Іванівну. | 2 квітня 2010   |
| 11 (51) | Микола Петрович завжди був кращим у грі в пінг-понг, але Костя вирішив спростувати це твердження та зіграти з батьком. | 5 квітня 2010   |
| 12 (52) | Зазвичай Вороніни-молодші святкують Великдень або у батьків Кості, або у батьків Віри. Цього разу настала черга батьків Кості, але Віра вирішила сама влаштувати свято та приготувати свою коронну страву.                                                                           | 6 квітня 2010   |
| 13 (53) | Костя, як спортивний журналіст, отримує два безкоштовні квитки на закордонну поїздку на матч та бере з собою свого друга. Однак йому доводиться взяти з собою ще й Віру. | 7 квітня 2010   |
| 14 (54) | Микола Петрович вже понад рік їздить машиною з простроченими правами. Віра забороняє йому возити своїх дітей, з чим Микола категорично не згоден. | 8 квітня 2010   |
| 15 (55) | У Маші зник її улюблений хом'ячок. Костя незабаром знаходить його в… холодильнику. Воронін вирішує купити Маші нову тваринку. | 9 квітня 2010   |
| 16 (56) | На подвір'ї глобальна економічна криза, а Костя взяв гроші із сімейного бюджету без дозволу дружини та вклав їх у свою авантюру. Тепер Кості доведеться розплачуватися. | 12 квітня 2010  |
| 17 (57) | Віра вже який день ходить сама не своя. Може, через те, що в неї почалися критичні дні? Костя вирішує допомогти дружині. | 13 квітня 2010  |
| 18 (58) | Маша несподівано перестає слухатися маму та тата. Костя та Віра вирішують відвідати курси для батьків. Чи допоможе це? | 14 квітня 2010  |
| 19 (59) | Костя їде у відрядження, де разом із Льонею знімає готельний номер. Поки Костя відходить, Льоня крутить його обручку та випадково кидає її у вентиляційний отвір. В аеропорту із Костею знайомиться дівчина, яка думає, що він не одружений. Що ж буде, коли про це дізнається Віра? | 15 квітня 2010  |
| 20 (60) | Флешбек. Костя не відразу став спортивним журналістом, спочатку він працював вантажником, але завдяки цьому він познайомився з Вірою. Вже тоді Костя побачив Віру оголеною. | 16 квітня 2010  |

### Сезон 4
| № серії | Опис серії | Прем'єра       |
| ------- | --- | -------------- |
| 1 (61)  | Галина Іванівна пише листа родичам. Вірі не подобається, що в ньому написала жінка, і вони разом вирішують переписати листа. Крім того, вони вирішують трохи «прикрасити» в ньому життя Вороніних. Дізнавшись про це, інші члени родини теж хочуть внести до листа свої корективи.   | 24 травня 2010 |
| 2 (62)  | У Маші випускний в дитячому садку, ведучими якого стали Костя та Віра. Під час заходу, Костя жартує над Вірою, що її ображає. Тепер Костя не може спокійно спати, адже боїться, що Віра може помститися йому.                                                                        | 25 травня 2010 |
| 3 (63)  | В Льоні з'являється шанс працювати в ФСБ. Але його кар'єру там руйнує Галина Іванівна та її лист про «щасливий костюм». | 26 травня 2010 |
| 4 (64)  | Віра та Костя вирішують стати добрішими одне до одного, щоб не стати такими ж буркотливими та сердитими, як Вороніни-старші. | 27 травня 2010 |
| 5 (65)  | Віра та Костя вирішили застрахувати свої життя. У разі їхньої смерті, Машу та Близнюків віддадуть Вадиму та Лілі. Цей факт дуже обурює Галину Іванівну. | 31 травня 2010 |
| 6 (66)  | Льоня до сих пір не може знайти собі дівчину. Через це Галина Іванівна починає підозрювати, що Льоня — гей. Костя вирішує підтримати брата. | 1 червня 2010  |
| 7 (67)  | Микола Петрович та Льоня вирішують «пограти в війну» в стилі Другої світової. Костя ніяк не може вирішити, чи хоче він з ними. | 2 червня 2010  |
| 8 (68)  | Льоня знайомить членів родини зі своєю новою дівчиною, яка молодша за нього у два рази. Цей факт дуже бентежить деяких членів родини Вороніних. | 3 червня 2010  |
| 9 (69)  | Віра помічає, що їм з Костею останнім часом ні про що поговорити. Вони вирішують піти до ресторану. | 7 червня 2010  |
| 10 (70) | Маша не хоче вчитися грати на піаніно так, як її вчить Галина Іванівна. Костя вирішує зацікавити її своїм прикладом. | 8 червня 2010  |
| 11 (71) | Льоня знайомиться з дівчиною, але так вийшло, що під час знайомства він називає себе Костею. В решті решт, Костя та Льоня створюють нове поняття — «Леонтін Воронін». | 9 червня 2010  |
| 12 (72) | За всі податкові платежі цього місяця відповідає Костя. І тепер, коли він припускає помилку в розрахунках та залишає родину без засобів існування, він готовий на все, аби не осоромитися перед Вірою.                                                                               | 10 червня 2010 |
| 13 (73) | Віра знайшла аудіокасету, на яку записані прощавальні слова колишньої дівчини Кості. Костя починає бунтувати — він вирішує викинути усі подарунки від колишніх хлопців Віри, навіть улюблену іграшку Маші! А може, він просто ревнує?                                                | 15 червня 2010 |
| 14 (74) | Льоня вкотре збирається йти з дітьми Кості до зоопарку, до того ж, Костя помітив, що Маша та Близнюки почали прикладати їжу до підборіддя! Виявляється, Костя ревнує дітей до Льоні.                                                                                                 | 16 червня 2010 |
| 15 (75) | Віра вдавилася апельсином та ледь не задихнулася, а Костя в цей час просто дивився на неї та нічого не робив, щоб врятувати дружину. Воронін відчуває провину за це, і тепер, кожною своєю дією намагається довести Вірі, що він — справжній чоловік.                                | 17 червня 2010 |
| 16 (76) | Льоня хотів подивитися з Костею футбол, але той вирішив піти з другом на картинг. Зайнятися було нічим, тому Льоня вирішив піти на чергування не в свою зміну, де під час виклику в зоопарку його буцнув бик.                                                                        | 21 червня 2010 |
| 17 (77) | Вороніни-старші постійно приходять до квартири Кості та Віри. Ті знаходять вихід з цієї ситуації — потрібно просто знайти Галині Іванівні та Миколі Петровичу друзів, з якими вони будуть проводити свій вільний час. Але все пішло не за таким планом, як уявляли Вороніни-молодші. | 22 червня 2010 |
| 18 (78) | Поки у Льоні не загоїлася травма після ситуації з биком, він тимчасово живе з батьками. Це не приносить йому радості, але пізніше виявляється, що Льоня боїться жити інакше — без батьківської опіки.                                                                                | 23 червня 2010 |
| 19 (79) | Після лікарняного Льоня знову виходить на роботу. Але він злякався при першому ж виклику — перед звичайними підлітками-хуліганами. Костя радить братові подивитися своїм страхам в очі, а саме зустрітися з биком віч-на-віч.                                                        | 24 червня 2010 |
| 20 (80) | Флешбек. Життя Льоні налагоджується. Він знову працює в міліції та зійшовся з Настею. Але одного разу він зустрічає свою колишню дружину в кафе. Час дізнатися, як і через що Льоня розлучився зі своєю першою дружиною Наташею.                                                     | 25 червня 2010 |

### Сезон 5
| № серії  | Опис серії | Прем'єра        |
| -------- | --- | --------------- |
| 1 (81)   | На святкуванні ювілею родичів Костя та Віра показали кумедні сценки-пародії на своїх батьків. Однак, Вороніни-молодші ніяк не очікували ТАКОЇ реакції.                                                                                          | 16 серпня 2010  |
| 2 (82)   | 25 років тому Костя зламав грамплатівки батька, і весь цей час Микола Петрович нагадував сину про це. Костя вирішує купити батькові нові CD-платівки. Але той знову незадоволений. Виявляється, що тоді ті самі платівки зламав Льоня.          | 17 серпня 2010  |
| 3 (83)   | Після повернення з подорожі ані Костя, ані Віра не хочуть розбирати валізу. Галина Іванівна дає Вірі поради з цього приводу. У Миколи Петровича також є своя думка на цю ситуацію, яку він висловлює Кості.                                     | 18 серпня 2010  |
| 4 (84)   | Льоня ніяк не може обрати собі дівчину. Можливі кандидатури: Настя, Каріна, та… колишня дружина Наташа, яка згодна на «вільні стосунки». | 19 серпня 2010  |
| 5 (85)   | Костя не хоче йти на шкільну зустріч випускників, нібито тому що він «ботан», а Віра — «крута». Все ж таки відвідавши вечірку, Костя переконався в цьому ще більше.                                                                             | 23 серпня 2010  |
| 6 (86)   | Стосунки батьків Віри з боку здаються ідеальними, але Костя, сам того не бажаючи, відкриває завісу таємниці «сімейного щастя» Сергія Геннадійовича та Людмили Василівни.                                                                        | 24 серпня 2010  |
| 7 (87)   | Костя збунтувався — відтепер він головний вдома! Для того, щоб довести це, він сам йде скуплятися в магазин, де також купує паперові хустки. Але, виявляється, вибір хусток — не такий простий, як здається.                                    | 25 серпня 2010  |
| 8 (88)   | Віра та Костя разом із Настею йдуть до театру, але в них, виявляється, є зайвий квиток. Костя запрошує свого друга Мішу, але потім виявляється, що похід до театру був цілою операцію з вирішення «Льоніного питання».                          | 26 серпня 2010  |
| 9 (89)   | Костя допомагає своєму другові Андрію написати дуже важливу статтю. Однак, скоро Костя дізнається, що всі його редагування Андрій відмінив! | 30 серпня 2010  |
| 10 (90)  | Галина Іванівна вирішила влаштувати Льоні сюрприз — до них у гості їде Каріна з батьком! Що ж тепер робити Льоні? | 31 серпня 2010  |
| 11 (91)  | Міша, друг Кості, погоджується полагодити Вороніним-молодшим газову плиту. Але краще вони б його про це не просили. | 1 вересня 2010  |
| 12 (92)  | Віра вирішила написати для своїх дітей дитячу книгу, але в родині Вороніних вже є талановитий письменник — Костя, який хоче написати свою. | 2 вересня 2010  |
| 13 (93)  | Між Льонею та Костею все життя йде суперництво. Але чи є воно між Вірою та Анею, яка приїхала до Вороніних на декілька днів? | 6 вересня 2010  |
| 14 (94)  | Льоня не ідеальний, він і сам про це знає, а тут ще й Галина Іванівна збирає всіх жінок, яким Льоня не байдужий, аби обговорити усі його недоліки.                                                                                              | 7 вересня 2010  |
| 15 (95)  | В гості до Кості та Віри прийшли нові знайомі, в яких дуже «обдарована» дитина. Скоро Костя сам на собі відчує його «обдарованість». | 8 вересня 2010  |
| 16 (96)  | Вороніни-молодші вирішили зробити в своїй ванній ремонт. Чи зможуть вони визначитися, в який колір фарбувати двері, якщо Костя хоче білий, а Микола Петрович — біжевий?                                                                         | 9 вересня 2010  |
| 17 (97)  | Сімейний психолог не завжди може допомогти людям, які вже давно стали одне одному чужими. Висновок — батьки Віри всеж-таки розлучаються. І Віра дуже засмучена через це.                                                                        | 13 вересня 2010 |
| 18 (98)  | В Кості чергова «криза середнього віку». Справа в тім, що йому більш не цікаво ані на роботі, ані з друзями. Микола Петрович вирішує підтримати сина та запрошує його в баню. На диво, Кості дуже сподобалося в бані з батьком та його друзями. | 14 вересня 2010 |
| 19 (99)  | Костя дізнався, що у школі Машу цькують однокласники. Як хороший батько, він хоче в усьому розібратися. Але чи так невинна сама Маша? | 15 вересня 2010 |
| 20 (100) | Флешбек. Настав час дізнатися, як в родині Вороніних з'явилася Маша. | 16 вересня 2010 |

### Сезон 6
| № серії  | Опис серії | Прем'єра          |
| -------- | --- | ----------------- |
| 1 (101)  | Микола Петрович вирішив продати на барахолці увесь мотлох з дому та гаражу. В цю категорію потрапили також усі дитячі речі Маші та Близнюків. Але Костя не впевнений, що їм з Вірою ці речі більше не знадобляться. | 4 жовтня 2010     |
| 2 (102)  | Костя збрехав рідній матері та втягнув в це Віру. Страшно уявити, що буде, коли правду дізнається Галина Іванівна. | 5 жовтня 2010     |
| 3 (103)  | Костя номінований на звання «Спортивний журналіст року». Він не вірить у свої сили, проте в його перемозі впевнені Дмитро Губернієв та Ляйсан Утяшева. | 6 жовтня 2010     |
| 4 (104)  | Сусіди, обурені поведінкою Вороніних-старших, влаштовують проти них змову. Але раптом Галина Іванівна та Микола Петрович дізнаються, що у змові також беруть участь Віра та Костя! | 7 жовтня 2010     |
| 5 (105)  | Костя випадково дізнається, що Віра налаштовує проти нього дітей. Так само Галина Іванівна колись налаштовувала Костю та Льоню проти батька. У цій суперечці Костя стає на бік Миколи Петровича. | 11 жовтня 2010    |
| 6 (106)  | Діти люблять збирати наліпки, марки, вкладені. Неможливо описати, скільки радості може принести дитині наліпка, якої в неї ще не було. А скільки коштує дитяча усмішка — це й доведеться дізнатися Кості. | 12 жовтня 2010    |
| 7 (107)  | В родині Вороніних шанувальницькі баталії. Костя та Микола Петрович все життя вболівають за ЦСКА, а Льоня — за московський «Спартак». І ось, на вулиці Льоні свято — він їде на вшанування «Спартака» — чемпіонів 1979 року, де побачить кумира свого дитинства — Черенкова.                                                | 13 жовтня 2010    |
| 8 (108)  | Микола Петрович лагодить поламану гардину в квартирі Кості та потрапляє через це в лікарню. Але чи була гардина поламана? | 14 жовтня 2010    |
| 9 (109)  | За довгу та продуктивну працю на заводі Миколу Петровича нагородили званням «Почесний працівник». Костя та Льоня вирішили оригінально привітати його — вони взяли відеокамеру та пішли до бані. | 8 листопада 2010  |
| 10 (110) | У Льоні фінансові труднощі, він вже місяць сидить на локшині швидкого приготування. Віра та Костя вирішують допомогти йому та дають Льоні безоплатно кругленьку суму. Як вони відреагують, коли дізнаються, на що Льоня їх витратив?                                                                                        | 8 листопада 2010  |
| 11 (111) | Колись, дуже давно, Костя недобре вчинив з дівчиною на побаченні. І ось, Вороніни їдуть на весілля, де Костя зустрічається з цією ж дівчиною. Що ж буде робити Костя? | 9 листопада 2010  |
| 12 (112) | Після розлучення у батька Віри з'являється нова жінка. І сьогодні Сергій Геннадійович вирішує прийти разом із нею у гості до Вороніних. | 10 листопада 2010 |
| 13 (113) | Костя та Віра їдуть на вихідні до Тули. Пряники, медуха, катання на трійці — що може бути романтичнішим! Але, виявляється, бажання Кості та Віри набагато простіші. | 11 листопада 2010 |
| 14 (114) | «Знав би прикуп — жив би в Сочі». Мабуть, Костя забув це висловлювання, коли сів за картковий стіл з такими досвідченими преферансістами, як друзі Миколи Петровича. | 12 листопада 2010 |
| 15 (115) | Віра та Костя дізналися, що Вадим та Ліля вирішили усі свої сімейні проблеми завдяки сімейному психологу. Чи зможе психолог допомогти розібратися у своїх проблемах Кості та Вірі? | 15 листопада 2010 |
| 16 (116) | Костя обурений кількістю домашнього завдання, яке задають додому Маші. Тепер, він повинен висловити своє незадоволення, виступивши в РАЙОНО з доповіддю. | 16 листопада 2010 |
| 17 (117) | Костя назвав тещу мамою, і про це дізналася Галина Іванівна. Як на це відреагує жінка? | 17 листопада 2010 |
| 18 (118) | Маша стала свідком сварки між Миколою Петровичем та продавцем в магазині. Це справило на дівчинку велике враження. Теперь, Микола вимушений вибачатися і перед онучкою, і перед продавцем. | 18 листопада 2010 |
| 19 (119) | Усі аеропорти зенесені снігом, поїздку до теплого моря скасовано, машина застрягла в кучугурі, та ще й Вороніним-молодшим доведеться весь вечір провести в темряві, разом із Вороніними-старшими. | 22 листопада 2010 |
| 20 (20)  | В родині Вороніних День матері — особливе свято, і Костя з радістю привітав би з ним і маму, і Віру, але так вийшло, що незадовго до свята між жінками «пробігла чорна кішка». | 23 листопада 2010 |
| 21 (121) | Віра та Галина Іванівна продовжують перебувати у стадії «холодної війни». Костя та Микола Петрович користуються цією ситуацією, а Льоня намагається помирити маму та Віру. Шкода, що дипломат з Льоні ніякий… | 24 листопада 2010 |
| 22 (122) | Флешбек. Перший секс у Віри з Костею відбувся ще до весілля. Сьогодні вони згадують цей день — їхнє перше романтичне побачення і усіх, хто був на ньому присутній. Згадують, як колись Віра мило спілкувалася з Галиною Іванівною. І Вороніна вирішує — треба йти миритися. Але все йде не за таким планом, як хотіла Віра. | 25 листопада 2010 |

### Сезон 7
| № серії  | Опис серії | Прем'єра       |
| -------- | --- | -------------- |
| 1 (123)  | Активні «бойові дії» між Галиною Іванівною та Вірою поступово перейшли у стадію «холодної війни». А Льоня через сімейні негаразди потрапив до секти.                                                                               | 13 грудня 2010 |
| 2 (124)  | Костя користується ванною неохайно. Це, звісно, не подобається Вірі, і вона вирішує зробити в ванній перестановку. Як на це відреагує Костя?                                                                                       | 14 грудня 2010 |
| 3 (125)  | Між Галиною Іванівною та Миколою Петровичем «пробігла чорна кішка», а точніше «кіт», яким виявився старий товариш Миколи — Дмитро Олександрович.                                                                                   | 15 грудня 2010 |
| 4 (126)  | Льоня знайшов собі дівчину, але Костя помітив в ній дещо незвичайне. | 16 грудня 2010 |
| 5 (127)  | У Галини Іванівни погіршився зір, і вона вирішила купити собі окуляри. Щоправда, для інших Вороніних ця покупка не стала радісною.                                                                                                 | 20 грудня 2010 |
| 6 (128)  | Микола Петрович завжди був справжнім чоловіком з суворим характером. Але раптом Вороніни дізнаються, що колись він гладив маленького пухнастого кролика.                                                                           | 21 грудня 2010 |
| 7 (129)  | Спортивним журналістом бути не просто. Костя дізнався, що його роботу «не переварює» Віктор Гусєв. Вороніна це дуже непокоїть. | 22 грудня 2010 |
| 8 (130)  | В Кості невелике перевтомлення, і лікар прописує йому більше грати в футбол. Але як Костя пояснить це Вірі? | 23 грудня 2010 |
| 9 (131)  | Костя хоче поїхати з друзями на відпочинок на п'ять днів. Для того, щоб Віра його відпустила, він хоче подарувати їй особливий подарунок.                                                                                          | 27 грудня 2010 |
| 10 (132) | Льоня збирається зробити Насті пропозицію, але спочатку він зустрічається з її батьками, щоб попросити в них руки та серця їхньої доньки. Льоня буде дуже здивований, коли Олена Едуардівна та Альберт Робертович йому відмовлять. | 28 грудня 2010 |
| 11 (133) | Різдвяні подарунки — це завжди щось особливе. Ось тільки цього року Костя подарував мамі те, про що вона так довго мріяла, а Вірі — плюшевого ведмедика. Однак Костя хоче виправитись.                                             | 11 січня 2011  |
| 12 (134) | Льоня та Настя вже планують весілля. Тепер потрібно, щоб познайомилися їхні батьки, а точніше, їхні «таргани у голові». | 12 січня 2011  |
| 13 (135) | Віра виховує дітей методами заборон, а Костя, навпаки, все їм дозволяє. З цього приводу у них вже не раз виникали конфлікти. Але є ще бабуся з дідусем, зі своїми «правильними» порадами з життя.                                  | 13 січня 2011  |
| 14 (136) | Настя доручила Льоні зробити запрошення на весілля. Микола Петрович та Костя радять йому, як позбавитися від цього доручення. | 14 січня 2011  |
| 15 (137) | На дівич-вечорі Насті Віра перебрала з алкоголем, та її забрали у міліцію. Як на це відреагує Галина Іванівна? | 17 січня 2011  |
| 16 (138) | Померла сусідка Вороніних, з якою Галина Іванівна хотіла б «залишити» Миколу Петровича, якби її не стало раніше. Віра та Костя, дізнавшись про це, теж вирішили знайти одне одному заміну.                                         | 18 січня 2011  |
| 17 (139) | Парубоцький вечір Льоні не вийшов, і Костя допомагає братові влаштувати другий, а потім ще третій парубоцький вечір. | 19 січня 2011  |
| 18 (140) | Весілля Льоні та Насті під загрозою: їхні батьки сваряться, Рома, брат Насті, загубив обручки, в РАЦСі все пішло не так. Костя вирішує допомогти братові та виправити все.                                                         | 20 січня 2011  |

### Сезон 8
| № серії  | Опис серії | Прем'єра        |
| -------- | --- | --------------- |
| 1 (141)  | Льоня та Настя повертаються з весільної подорожі і дізнаються, що перед від'їздом забули подякувати за весільний подарунок сестру Галини Іванівни. | 31 січня 2011   |
| 2 (142)  | Стосунки між чоловіками в родині Вороніних завжди були далекі від ідеалу. Жінки вирішують, що Кості, Льоні та Миколі Петровичу потрібно піти до психолога.                                                                                                  | 1 лютого 2011   |
| 3 (143)  | Костя відвідав батьківський збір, де оголосили збір макулатури. Головний приз — літній шезлонг. Костя усіма силами хоче його отримати. | 2 лютого 2011   |
| 4 (144)  | Віра та Костя дізнаються, що Близнюків залишають на другий рік. А як відреагує Костя на те, що колись він також залишався на другий рік в дитячому садку?                                                                                                   | 3 лютого 2011   |
| 5 (145)  | Микола Петрович написав кумедний твір в газету. Тепер Кості потрібно подумати, як захиститися від інших «геніальних» ідей нововиявленого письменника. | 7 лютого 2011   |
| 6 (146)  | До Льоні з Настею приїжджає в гості брат Насті Рома, і залишається у них на тиждень. Коли Рома повертається додому, він дізнається, що батьки виставили його речі. Тому Рома переїжджає в Москву.                                                           | 8 лютого 2011   |
| 7 (147)  | Машу покликали на День народження, на який обов'язково потрібно прийти в бальній сукні. Сукня, яка сподобалась Маші, коштує 11 тисяч рублів. Чи купить Костя цю сукню донці?                                                                                | 9 лютого 2011   |
| 8 (148)  | Костя купив батькам квитки у санаторій, але Микола Петрович підвернув ногу, і з Галиною Іванівною тепер їде Костя. А Льоня повинен дивитися за татом. | 10 лютого 2011  |
| 9 (149)  | Віра з Настею люблять попліткувати. Але в родині Вороніних «побазікати» люблять не тільки жінки. | 14 лютого 2011  |
| 10 (150) | Костя — почесний випускник МДУ. Але під час своєї подячної промови він забув згадати Віру. Костя вирішує виправитися. | 15 лютого 2011  |
| 11 (151) | На футбольному матчі Микола Петрович спіймав м'яч, яким молодий футболіст забив свій перший хет-трик. Залишається лише здогадуватися, як він ним розпорядиться.                                                                                             | 16 лютого 2011  |
| 12 (152) | Пилип та Кирило готуються до святкової вистави в дитячому садку, де їм дісталися ролі фей, що дуже неподобається Миколі Петровичу. | 17 лютого 2011  |
| 13 (153) | Навіть в страшному сні Костя не міг уявити, що зробить Галина Іванівна з його подарунком на 8 березня. | 21 березня 2011 |
| 14 (154) | В піцерії Льоню помічає директор одного рекламного агентства та запрошує його в модельний бізнес. Але Льоня виявляється обдуреним. | 22 березня 2011 |
| 15 (155) | Маша не хоче їти до школи, тому що там з неї кепкують однокласники. Щоб допомогти доньці, Кості доведеться згадати свої шкільне минуле. | 23 березня 2011 |
| 16 (156) | До Вороніних приходить чоловік, який каже, що давно знає Миколу Петровича та вдячний йому за все. Костя з Льонею починають ревнувати свого батька. | 24 березня 2011 |
| 17 (157) | Батьки Насті приїжджають в Москву на Великдень. І, неочікувано для всіх, Костя дуже зблизився з мамою Насті, Оленою Едуардівною. | 28 березня 2011 |
| 18 (158) | У Кості є родич, на якого він дуже схожий характером та поведінкою. Це його триюрідний брат Олег. Поведінка Олега дуже дратує Костю та інших Вороніних. Костя починає підозрювати, що він також може дратувати родичів, адже їхні з Олегом поведінки схожі. | 29 березня 2011 |
| 19 (159) | Батьки Насті помітили, що Льоня постійно прикладає їжу до підборіддя. Це їх дуже здивувало, і в причинах цієї дивної звички вирішує розібратися Віра. | 30 березня 2011 |
| 20 (160) | Льоня з Костею вирішують зіграти в більярд «на маму», щоб вирішити, з ким із них вона залишиться, якщо Микола Петрович помре першим. | 31 березня 2011 |

### Сезон 9
| № серії  | Опис серії | Прем'єра       |
| -------- | --- | -------------- |
| 1 (161)  | В Галини Іванівни на базарі вкрали сумку, але вона може не хвилюватися, адже її син — міліціянт, а чоловік — справжній чоловік! Але з приводу останнього в Галини виникають сумніви. | 24 травня 2011 |
| 2 (162)  | В Кості є «запеклий ворог» — голова батьківського комітету класу Маші Оксана. І ось, він залишається з нею один на один вночі, на дачі… | 25 травня 2011 |
| 3 (163)  | Костя хоче пограти в більярд, а Віра хоче провести час з Костею. І ось, вони вирішують спробувати сумістити свої бажання. | 26 травня 2011 |
| 4 (164)  | Костя бере участь в акції «Протягни руку допомоги». На подив усіх Вороніних, Кості сподобалося відвідувати лікарні та допомагати хворим. Проте через деякий час Вірі перестає подобатися таке захоплення Кості.                                                                                               | 27 травня 2011 |
| 5 (165)  | Костю дратує, що Віра занадто довго збирається перед тим, як кудись піти. Перед корпоративом на роботі у Кості Віра знову довго збирається, через що Костя вирішує «провчити» дружину і поїхати на захід без неї. Як на це відреагує Віра?                                                                    | 30 травня 2011 |
| 6 (166)  | Микола Петрович намагається довести Льоні, що справжній чоловік — і без кашкета та погон — чоловік. | 31 травня 2011 |
| 7 (167)  | Костя та Льоня ніяк не можуть обрати, хто з них буде тренером в футбольній команді. Який тренер краще — той, який працює в футбольній газеті, чи той, з який команда перемагає? | 1 червня 2011  |
| 8 (168)  | На відкритому уроці Маша прочитала казку «Зла родина». В педагогів виникла асоціація, що в казці змальовується саме родина Маші. | 2 червня 2011  |
| 9 (169)  | У Льоні та Насті три місяці з моменту весілля. Вони почувають себе абсолютно щасливими, та навіть починають радити іншим Вороніним, як краще будувати родинні стосунки. Але Костя і Віра, які в шлюбі 8 років, та Микола Петрович з Галиною Іванівною, які в шлюбі 40 років, не сприймають всерйоз ці поради. | 6 червня 2011  |
| 10 (170) | У кожних батьків виникає ситуація, коли їм потрібно поговорити з дітьми про секс. Але Кості з Вірою доводиться говорити про це з Вороніними-старшими. | 7 червня 2011  |
| 11 (171) | Після «Веселих стартів» в школі Маші зазвичай влаштовують чаювання. Цього разу, чаювання повинні організувати Костя та Віра. | 8 червня 2011  |
| 12 (172) | Льоня почав підпрацьовувати продажем систем безпеки для квартир. Йому так сподобалася нова робота, що заради неї він навіть почав замислюватися про звільнення з органів. Як на це відреагують інші Вороніни?                                                                                                 | 9 червня 2011  |
| 13 (173) | Льоні та Вірі дуже сподобалося танцювати разом в ретро-клубі. Але Костя не розділяє їхнього захоплення. | 8 серпня 2011  |
| 14 (174) | У Близнюків День народження. Але для батьків День народження дітей це привід зайнятися дечим ще. | 8 серпня 2011  |
| 15 (175) | Маша допомогла батькам у складній ситуації і вони вирішили, що дівчинка вже доросла для того, щоб брати на себе деякі домашні обов'язки, зокрема, сидіти зі своїми братами. Як на це відреагує Галина Іванівна?                                                                                               | 9 серпня 2011  |
| 16 (176) | Микола Петрович вирішив продати свою першу автівку. Покупцем виявився Костя, в якого були особисті причини для купівлі автомобіля. | 10 серпня 2011 |
| 17 (177) | Галина Іванівна та Микола Петрович дізнаються, що Костя та Віра розробляють плани за захопленням їхньої квартири. А може, це просто непорозуміння? | 11 серпня 2011 |
| 18 (178) | Костя говорить Вірі, що її подруги негативно висловлюються про її стиль одягу. Жінку це ображає, але вона вирішує показати подругам під час чергової зустрічі, що їй байдуже на їхні слова. Але чи правда подруги Віри так говорили про неї?                                                                  | 14 серпня 2011 |
| 19 (179) | В родині Вороніних черговий конфлікт — цього разу через те, що Костя віддав дітей Льоні з Настею, а не Галині Іванівні. | 15 серпня 2011 |
| 20 (180) | Віра та Костя, щоб урізноманітнити своє сексуальне життя, вирішують придбати гру «Сексополія». | 16 серпня 2011 |
| 21 (181) | До Вороніних в гості приїжджає сестра Миколи Петровича — Валентина. | 17 серпня 2011 |
| 22 (182) | Костя та Віра вирішують подалі втекти від Галини Іванівни та Миколи Петровича, і винаймають на літо будиночок в Підмосков'ї. Але навіть це не зможе розлучити їх з Вороніними-старшими. | 18 серпня 2011 |
| 23 (183) | Віра дізнається, що на їхню з Костею весільну касету записаний футбол. Щоб вибачитися перед дружиною, Воронін вирішує зіграти з нею друге весілля. | 23 серпня 2011 |
| 24 (184) | Кості набридло, що батько постійно називає його «Люсею» та «бабою». Щоб закінчити з його жартами, Костя вірішує поплити з батьком на човні річкою. Ось тільки є одне але — Костя боїться глибини. | 24 серпня 2011 |
| 25 (175) | Галина Іванівна та Микола Петрович переїжджають до селища! Крім того, вони залишають свою квартиру Льоні з Настею. | 25 серпня 2011 |

### Сезон 10
| № серії  | Опис серії | Прем'єра          |
| -------- | --- | ----------------- |
| 1 (186)  | Вороніни-старші тепер живуть у селищі. Галина Іванівна влаштувалася вчителем музики до музичної школи, а Микола Петрович поставив в туалеті телевізор. Проте інші жителі селища Вороніним не зовсім раді, і вирішують повернути їх до міста.                                                                                | 19 вересня 2011   |
| 2 (187)  | Віра знову свариться із Галиною Іванівною. Костя вирішує скористатися цим, але Віра швидко розкриває його план. | 20 вересня 2011   |
| 3 (188)  | Віра бореться за пост очільника батьківського комітету класу Маші, але неочікувано дізнається, що Костя віддав свій голос за її суперника. | 21 вересня 2011   |
| 4 (189)  | Поки Льоня та Настя живуть у Вороніних-старших, Галина Іванівна робить їм всілякі подарунки. Костя починає підозрювати, що це робиться для того, щоб Настя швидше завагітніла. | 22 вересня 2011   |
| 5 (190)  | Костя веде Машу та її нову подругу Свєту на фігурне катання, де невдало жартує над татом Свєти, який працює двірником. Коли тато дівчинки приходить до Вороніних у гості, Костя вирішує вибачитися перед ним, але все йде не за планом.                                                                                     | 26 вересня 2011   |
| 6 (191)  | Віра допомагає Миколі Петровичу та його друзям організовувати свято, але незабаром вона дізнається, що друзі Миколи Петровича кличуть її зовсім не заради свята. | 27 вересня 2011   |
| 7 (192)  | Маша спитала у Кості, звідки з'являються діти. Воронін намагається розповісти доньці про секс і вагітність, але пізніше виявляється, що Машу цікавить, навіщо діти з'являються. Відповідь на це питання шукатиме вся родина Вороніних.                                                                                      | 28 вересня 2011   |
| 8 (193)  | В дитинстві Костя мріяв займатися карате, і тому записав Машу на нього замість музичної школи. Але чи хоче цього сама Маша? | 29 вересня 2011   |
| 9 (194)  | Віра не хоче займатися сексом, а Костя вже втомився просити її про це. Тепер він вирішив сам відмовляти дружині, думаючи, що зможе довго протриматися без сексу. | 3 жовтня 2011     |
| 10 (195) | Батьки Віри та Насті за характерами дуже різні, тож їм варто бути дуже толерантними, щоб не образити одне одного. І ось вони всі йдуть на День народження Миколи Петровича, який не обійдеться без сварки. | 4 жовтня 2011     |
| 11 (196) | Костя назвав Настю «триндичихою», про що незабаром дізналися всі Вороніни, зокрема і Настя. Але вона не поспішає ображатися на Костю, більше того, вона з ним погоджується. | 5 жовтня 2011     |
| 12 (197) | Костя і Віра дізнаються, що Маша отримала двійку з інформатики. Вони йдуть до школи, щоб розібратися із вчителем. | 6 жовтня 2011     |
| 13 (198) | Галина Іванівна почала відвідувати гурток з ліпки, і свій перший витвір подарувала Кості з Вірою. Ось тільки скульптура вийшла занадто «фігурною». | 10 жовтня 2011    |
| 14 (199) | Настя спекла дуже смачне печиво саме тоді, коли Галина Іванівна спекла своє безе. Галині не подобається, що в родині Вороніних з'явилася нова людина, яка смачно готує, тож вона вирішує поставити питання на голосування — хто готує смачніше?                                                                             | 11 жовтня 2011    |
| 15 (200) | Кості доведеться попрацювати свахою — йому потрібно знайти пару для Роми, брата Насті. Претенденткою стає Оксана — давній недруг Кості. | 12 жовтня 2011    |
| 16 (201) | Галина Іванівна прикриває Віру перед Костею, беручи її провину на себе. Тепер Віра в боргу у свекрухи. | 13 жовтня 2011    |
| 17 (202) | У гості до Вороніних приїхали батьки Віри. Вночі Костя випадково побачив, що вони сплять разом. Віра, дізнавшись про це, вирішила, що це багато чого значить. | 21 листопада 2011 |
| 18 (203) | Костя дуже любить дивитися футбол та вболівати. І ось йому доведеться вболівати за свого сина, який бере участь у футбольному матчі з одногрупниками в дитячому садку. | 22 листопада 2011 |
| 19 (204) | До Вороніних у гості приїхали батьки Насті. Льоня, вийшовши на балкон, бачить там Олену Едуардівну із цигаркою в руках. Виявляється, вона 27 років приховувала від родичів свою таємницю. | 23 листопада 2011 |
| 20 (205) | У Кості та Віри річниця знайомства. Костя бреше дружині, що у нього справи на роботі, а сам в цей час їде з друзями на горнолижний курорт. Дорогою він хоче надіслати SMS-ку другові, але випадково надсилає її Вірі, тож тепер жінка може викрити свого чоловіка. Костя поспішає додому, щоб не дати дружині побачити SMS. | 24 листопада 2011 |
| 21 (206) | За порадою свого друга Василіча, Микола Петрович починає приймати нові пігулки, через які у нього з'являються побічні ефекти. Галину Іванівну насторожує поведінка чоловіка. | 28 листопада 2011 |
| 22 (207) | Скоро у Віри День народження, і її мама планує влаштувати їй сюрприз, думаючи, що точно знає, чого хоче Віра. Але Костя краще знає побажання дружини. | 29 листопада 2011 |
| 23 (208) | День народної єдності. Вся родина Вороніних їде у гості до батьків Насті у Твер. Але і там Вороніни не обійдуться без конфліктів. | 30 листопада 2011 |
| 24 (209) | У Кості хронічна ангіна, йому потрібно видаляти гланди. Коли Вороніну робили операцію, він 30 секунд не міг відійти від наркозу, знаходячись між життям і смертю. Що буде, коли про це дізнаються Костя і Галина Іванівна?                                                                                                  | 1 грудня 2011     |
| 25 (210) | Льоня і Настя одружені вже пів року, але Настя ніяк не може завагітніти. Льоня починає перейматися, що справа у ньому. Через деякий час виявляється, що Настя вагітна. | 5 грудня 2011     |

### Сезон 11
| № серії  | Опис серії | Прем'єра          |
| -------- | --- | ----------------- |
| 1 (211)  | Льоня та Настя чекають дитину. У родині Вороніних нове питання — стать майбутньої дитини. | 1 жовтня 2012     |
| 2 (212)  | Новою дільничною стає Рита, колишня колега Льоні, яку Микола Петрович вважає «своєю людиною». Незабаром Микола через хуліганство потрапляє за ґрати. | 2 жовтня 2012     |
| 3 (213)  | Льоня дуже чекає на свою майбутню дитину і всіляко піклується про Настю. Але виявляється, причина хвилювань Льоні не тільки в Насті. | 3 жовтня 2012     |
| 4 (214)  | Вороніни-старші святкують річницю весілля. Костя, Віра, Льоня і Настя чекають від цього дня справжнього свята, однак Галина Іванівна трохи перебільшує з алкоголем.                                                                                      | 4 жовтня 2012     |
| 5 (215)  | Микола Петрович дарує всій родині подарунки, які він купив зі знижкою, як перший покупець. Але тут виявляється, що його обманули. | 8 жовтня 2012     |
| 6 (216)  | Галина Іванівна, бувши в своєму житті вже два рази вагітною і вже маючи в цій справі досвід, весь час вирішує все за вагітну Настю. Урешті-решт Настя і Льоня тікають від неї у Твер до батьків Насті. Але і вони, як виявилося, не проти щось порадити. | 9 жовтня 2012     |
| 7 (217)  | Микола Петрович почув, як Костя назвав його «занозою в одному місці» і дуже сильно образився. Від їхньої сварки починають страждати і інші Вороніни. | 10 жовтня 2012    |
| 8 (218)  | Віра пояснює Маші: «Якщо тебе хтось образив, потрібно давати здачі», в той час як Костя і Галина Іванівна за вирішення конфлікту словами. І ось Маша приходить зі школи з фінгалом. Як на це відреагують Вороніни?                                       | 11 жовтня 2012    |
| 9 (219)  | Костя звинувачує Віру в тому, що вона постійно йому бреше. Щоб запевнитися в цьому, він просить Льоню принести з роботи детектор брехні. | 15 жовтня 2012    |
| 10 (220) | Микола Петрович купив собі новий автомобіль. | 16 жовтня 2012    |
| 11 (221) | День знайомства Віри і Кості випадає на традиційний день родини Вороніних — похід за грибами. У Кості виникає складне питання — не образити маму чи догодити дружині.                                                                                    | 17 жовтня 2012    |
| 12 (222) | Настя ось-ось має народити. Вона телефонує Льоні, щоб повідомити йому, що він скоро стане татом. Але Льоня в той час разом з родиною знаходиться в лісі, звідки їм не дає вибратися ведмідь.                                                             | 18 жовтня 2012    |
| 13 (223) | Костя купив усій родині квитки в Туреччину. Звісно, він взяв с собою батьків, але на відпочинку помітив, що Вороніни-старші почали більше уваги приділяти одне одному. Це дуже дивує Костю.                                                              | 19 листопада 2012 |
| 14 (224) | Костя не може «розвести» Віру на секс навіть в іншій країні. Він зустрічає чоловіка з Іркутська, який вчить Вороніна, як треба поводитися з дружиною. | 20 листопада 2012 |
| 15 (225) | Вороніни вдома. Настю виписують з пологового будинку. Виникає нове питання — ім'я дитини. | 21 листопада 2012 |
| 16 (226) | Віра хвилюється через розлучення своїх батьків, але цього разу в неї є план, як знову звести їх, і вона намагається втілити його на своєму Дні народження. Однак, план не вдається.                                                                      | 22 листопада 2012 |
| 17 (227) | Родину Вороніних запросили на телегру «Це наша дитина!», яку дуже любить Маша. Костя хвилюється, адже він практично нічого не знає про свою доньку. | 26 листопада 2012 |
| 18 (228) | Костя побачив, як його друг Вадим цілується з незнайомкою в магазині. Костя розповідає про це Вірі, і вона вирішує покликати друзів у гості. | 27 листопада 2012 |
| 19 (229) | Кості не подобається, що діти завжди слухають тільки Віру. Скоро День народження Маші, і Костя вирішує організувати свято самостійно. | 28 листопада 2012 |
| 20 (230) | Костя помічає, що у Близнюків новий стіл. Виявляється, його зібрав Льоня, що дуже не подобається Кості. | 29 листопада 2012 |

## Цікаві факти
- Спочатку телеканал «СТС» купив ліцензію на право адаптації перших 40 серій ситкому. Їхні зйомки завершилися в грудні 2009 року. До того часу «Вороніни» вже стартували на «СТС», був показаний весь 1 сезон. Старт серіалу виявився дуже успішним, тому було вирішено продовжити зйомки — роботу над новими серіями розпочали вже на початку 2010 року.
- Після завершення 10 сезону матеріал для адаптації закінчився, і продюсери вирішили створити оригінальне продовження. Зйомки 11 сезону розпочалися 1 серпня 2012.
- Станіслав Дужников, який грає старшого брата Кості, в реальному житті на 2 роки молодший за Георгія Дронова.
- Станіслав Дужников погладшав на 20 кілограмів за 2 місці заради зйомок в серіалі[20].
- На роль Кості Вороніна два рази планувався актор Євгеній Міллер. Його кандидатуру вже схвалив сам автор оригінального серіалу Пилип Розенталь. Вперше йому відмовили продюсери каналу, аргументуючи тим, що в актора ще не було головних ролей у кіно, а вдруге на зйомки його не пустив художній керівник МХТ ім. А. П. Чехова Олег Табаков. Головною конкуренткою Катерини Волкової на роль Віри Вороніної була акторка Світлана Антонова. Пізніше Антонова все ж таки знялася в серіалі, виконавши роль Сімони Альбертівни, начальниці Кості (з 18 сезону).
- В деяких серіях використовується такий прийом оповідання, як флешбек (в кожній останній серії 1–6 сезонів), а також в 242, 296 та 525 серіях згадується минуле Вороніних.
- Під час зйомок 7–8 сезонів через вагітність акторки Катерини Волкової (грає роль Віри Вороніної) довелося маскувати живіт різними способами: костюмери перекроїли одяг головної героїні, змінювали її положення в кадрі, давали тримати руками тазик, аби живіт не кидався у очі глядачам та наймали дублерш для зйомок небезпечних для вагітної сцен.
- За сюжетом, Вороніни проживають в Москві, на вулиці Ботанічній в районі ВДНГ, в квартирі № 26 (Вороніни-старші живуть в квартирі № 27), а будинок, який показують на початку серій серіалу, розташований в Москві, за адресою Комсомольський проспект, 41.

### Відсилання в серіалі до інших кінофільмів
- В серіалі присутні багаторазові натяки на відомі ролі Бориса Клюєва (грає роль Миколи Петровича Вороніна). В 161 серії Костя каже батьку: «Припиняй на ніч дивитися „ТАРС уповноважений заявити“» (серіал, в якому Борис Клюєв грав роль Трианона). Також в 201, 242 та 249 серіях Миколу Петровича порівнюють з графом Рошфором, якого він грав у фільмі «Д'Артаньян та три мушкетери».
- В 258 серії персонаж Станіслава Дужникова, Льоня, каже: «Я ледь з метро не зістрибнув та по рейкам не побіг, як в тому фільмі», що є відсиланням на фільм «Метро», у якому Дужников грав роль кур'єра, який потрапив в аварію та тікав по рейкам від потягу.
- В 158 серії згадується фільм «Інтердівчинка», де епізодичну роль зіграла Анна Фроловцева.

## Премії та нагороди
- Премія ТЕФІ 2010 — в номінації «Ситком року»[21].
- Премія Золотий Носоріг 2011 — в номінації «Краща другорядна чоловіча роль» (отримав Станіслав Дужников за роль Льоні Вороніна в серіалі)[22].
- Премія ТЕФІ 2011 — в номінації «Виконавець чоловічої ролі в телевізійному фільмі/серіалі» (отримав Борис Клюєв за роль Миколи Петровича Вороніна в серіалі)[23].
- Національна дитяча премія «Головні герої» (2017 рік) — в номінації «Головна акторка» (отримала Марія Ільюхіна за роль Маші Вороніної в серіалі).
- У жовтні 2017 року серіал потрапив до Книги рекордів Гіннесса як найдовший адаптований телепроєкт у світовому телебаченні[24].